# Kimberly (Utah)
Kimberly ist eine Geisterstadt in der nordwestlichen Ecke des Piute Countys in Utah, Vereinigte Staaten. Der Ort liegt hoch im Mill Canyon an der Flanke des Gold Mountain in den Tushar Mountains, im Fishlake National Forest, südlich der Interstate 70. Kimberly entstand als Goldgräberstadt in den 1890er Jahren und bestand zunächst bis 1910. In den 1930er Jahren wurde die Stadt kurz wiederbelebt, doch ist sie seit etwa 1938 unbewohnt. Am meisten bekannt wurde Kimberly als Geburtsort von Ivy Baker Priest.

## Geschichte

### Gründung
Prospektoren begannen schon 1888 in dem Gebiet am Gold Mountain Gold zu finden. Newton Hill baute hier 1891 die Annie-Laurie-Minen auf, und Willard Snyder begann die Bald Mountain Mine. Snyder legte im Mill Canyon das Gebiet für eine Stadt an, die er Snyder City nannte. Es siedelten sich einige Betriebe an, doch richtig zu wachsen begann die Stadt 1899, als der aus Pennsylvania stammende Investor Peter Kimberly die Annie-Laurie-Mine und andere Bergwerke kaufte. Kimberly brachte seine Besitztümer in die Annie Laurie Consolidated Gold Mining Company ein, die hier eine Cyanidlaugungsanlage errichtete.

### Wachstum
Die inzwischen im Kimberly umbenannte Stadt begann zu boomen. Das natürliche Gelände im Mill Canyon teilte Kimberly in zwei Teile: Upper Kimberly, das Wohnviertel weiter oben im Canyon und Lower Kimberly, dem Geschäftsbezirk, der ursprünglich Snyder City gewesen war. Die Hauptstraße von Lower Kimberly führte in Hufeisenform um eine Biegung des Canyons. Kimberly entwickelte sich  rasch zum führenden Goldgräberlager in Utah und verfügte über zwei Hotels, zwei Läden, drei Saloons; außerdem wurden zwei Zeitungen verlegt. Das County begründete im Jahr 1900 den Gold Mountain School District und baute ein Blockschulhaus. Die höchste Schülerzahl wurde 1903 mit 89 verzeichnet. Das Schuljahr verlief jedoch entgegengesetzt zu den in Nordamerika üblichen Zeiten von April bis November, um den Schulkindern den beschwerlichen Weg durch hohen Schnee zu ersparen.
Die Boomperiode von 1901 bis 1908 gilt als die Glanzzeit der Stadt; die Annie Laurie Company übernahm mehrere andere Bergbaubetriebe und zahlte in dieser Zeit fast 500.000 US-Dollar an Dividenden aus. 1902 beschäftigte das Unternehmen 300 Bergleute, und die Einwohnerschaft der Stadt erreichte 500 Personen. Die steile Straße in dem Canyon war fortlaufend mit Karren gefüllt, die Erz, Edelmetalle und Versorgungsmaterial nach und von der Eisenbahnstation in Sevier transportierten. Dies starke Verkehrsaufkommen machte die Straße auch im Winter passierbar. Im Jahr 1905 wurde in einem Haus am nördlichen Ende von Lower Kimberly Ivy Baker Priest geboren. Sie übte unter Präsident Dwight D. Eisenhower das Amt des Treasurer of the United States aus.
Wie viele andere Bergbaustädte des Westens, war Kimberly bekannt als Ort, in dem es wild und sündig hergeht. Die Bordelle waren berühmt und Trunkenheit üblich. Die Stadt hatte Probleme mit Gewalttaten, sogar mit Mord. Man sagte, dass das Gefängnis mit den beiden Zellen das stabilste im Umkreis von einhundert Meilen war.

### Niedergang
Kimberly stand 1905 durch den Tod von Peter Kimberly an einem Wendepunkt. Die Annie Laurie Company wurde an ein britisches Unternehmen verkauft, dem es an der Erfahrung fehlte, ein Bergbauunternehmen zu führen. Die neuen Besitzer versuchten, die Arbeitskosten zu senken, in dem sie ein Trucksystem einführten, bei dem die Arbeiter Gutscheine erhielten, die nur in dem Laden eingelöst werden konnten, der dem Bergbauunternehmen gehörte. Aus Verärgerung gingen zahlreiche Bergleute weg. Außerdem hatte sich das Unternehmen große Mengen Geld geliehen, um eine neue Verarbeitungsanlage zu bauen und war somit in einer gefährdeten Lage, als es zur Panik von 1907 kam. Die Annie Laurie Consolidated Gold Mining Company erklärte schließlich 1910 ihren Bankrott, die Minen und die Einrichtungen in der Stadt wurden geschlossen. Das Vermögen des Unternehmens, für das Peter Kimberly 1902 ein Angebot in Höhe von fünf Millionen US-Dollar ausgeschlagen hatte, wurde für 31.000 US-Dollar versteigert. Der United States Census 1910 stellte für Kimberly eine Einwohnerzahl von 8 fest.
In den folgenden Jahren blieben nur wenige Männer in Kimberly; sie bewerkstelligten vor allem kleinere Unterhaltungsarbeiten. Im Jahr 1931 wurde eine neue Erzader gefunden und eine kleinere Mühle gebaut. Das Unternehmen heuerte um die 50 Bergarbeiter an, um die Mine zu betreiben, sodass es in Kimberly erneut Einwohner gab. Dieses neue Vorkommen von Gold- und Silbererz war 1938 erschöpft und Kimberly wurde wieder aufgegeben. Die meisten der verwertbaren Gebäude wurden 1942 abgebaut und weggebracht. Sowohl das Piute County als auch die  Gold Hill Mining Company erhoben Anspruch auf das Eigentum des alten Gefängnisgebäudes; nach vielen Jahren in Kimberly wurde es schließlich in den Lagoon Amusement Park in Pioneer Village im Norden des Bundesstaates gebracht.
Kimberlys hochgelegene Position macht es einen großen Teil des Jahres unzugänglich. Viele Reste der Stadt sind jedoch noch erkennbar. Das obere Ende des Canyons wurde mit Abraum verfüllt. Ruinen zahlreicher Blockhäuser und in Holzständerbauweise gebauter Gebäude befinden sich im unteren Abschnitt des Tals. Das Skelette der Annie Laurie Mill steht noch, und einige wenige Bergbaueinrichtungen sind intakt.

## Belege
1. 1 2 3 4 5 6 7 8 9 10  Linda King Newell: History of Piute County (= Utah Centennial County History Series). Utah State Historical Society, Salt Lake City, Utah 1999, ISBN 0-913738-39-5, S. 179–185 (englisch).
2. 1 2 3 4 5 6 7  Stephen L. Carr: The Historical Guide to Utah Ghost Towns. 3. Auflage. Western Epics, Salt Lake City 1986, ISBN 0-914740-30-X, S. 114–115 (englisch,  [Juni 1972]).
3. ↑  Upper Kimberly. In: Geographic Names Information System. United States Geological Survey, United States Department of the Interior, abgerufen am 27. Juni 2011 (englisch).
4. ↑  Lower Kimberly. In: Geographic Names Information System. United States Geological Survey, United States Department of the Interior, abgerufen am 27. Juni 2011 (englisch).
5. 1 2 3  George A. Thompson: Some Dreams Die: Utah's Ghost Towns and Lost Treasures. Dream Garden Press, Salt Lake City 1982, ISBN 0-942688-01-5, S. 186–187 (englisch).